# 塞尔维亚王国复国运动
塞尔维亚王国复国运动（羅馬化：Pokret obnove Kraljevine Srbije）是塞尔维亚的一个保守派君主主义政党，于2017年分裂自另一君主主义政党塞尔维亚复兴运动。现任党主席为日卡·戈伊科维奇。

## 政党历史
本党成立于2017年6月3日，日卡·戈伊科维奇等人建议塞尔维亚复兴运动主席武克·德拉什科维奇离任担任荣誉主席未果，故离开该运动组成新政党。新政党2017年7月17日注册，戈伊科维奇于2017年10月15日被选为党主席。党派分裂前，戈伊科维奇在2016年议会选举中与其他两名复兴运动党员在塞尔维亚前进党的支持下当选为议员，离开复兴运动后却未退出前进党。在被选为复国运动的主席时，戈伊科维奇透露称自己获得了总统亚历山大·武契奇的支持。
复国运动成立四个月后，塞尔维亚基督教民主党加入复国运动。基督教民主党党首奥吉察·巴基奇宣称自己强烈支持复国运动的主要目标，即拥护传统价值观、保护家庭、维护塞尔维亚农民的利益，推动塞尔维亚加入欧洲联盟。
2018年5月，“适可而止”党的国会议员纳达·科斯基奇曾短暂加入复国运动，但不久后退出，成为无党籍议员。
在塞尔维亚议会以外，复国运动还在伏伊伏丁那自治省的议会拥有席位。

## 选举结果
仅列出作为独立政党的得票情况。
| 年份 | 普选票 | 普选得票率 | 席位数  | 状态   |
| ---- | ------ | ---------- | ------- | ------ |
| 2020 | 85,888 | 2.67%      | 0 / 250 | 无席位 |